# Villada (Spanje)

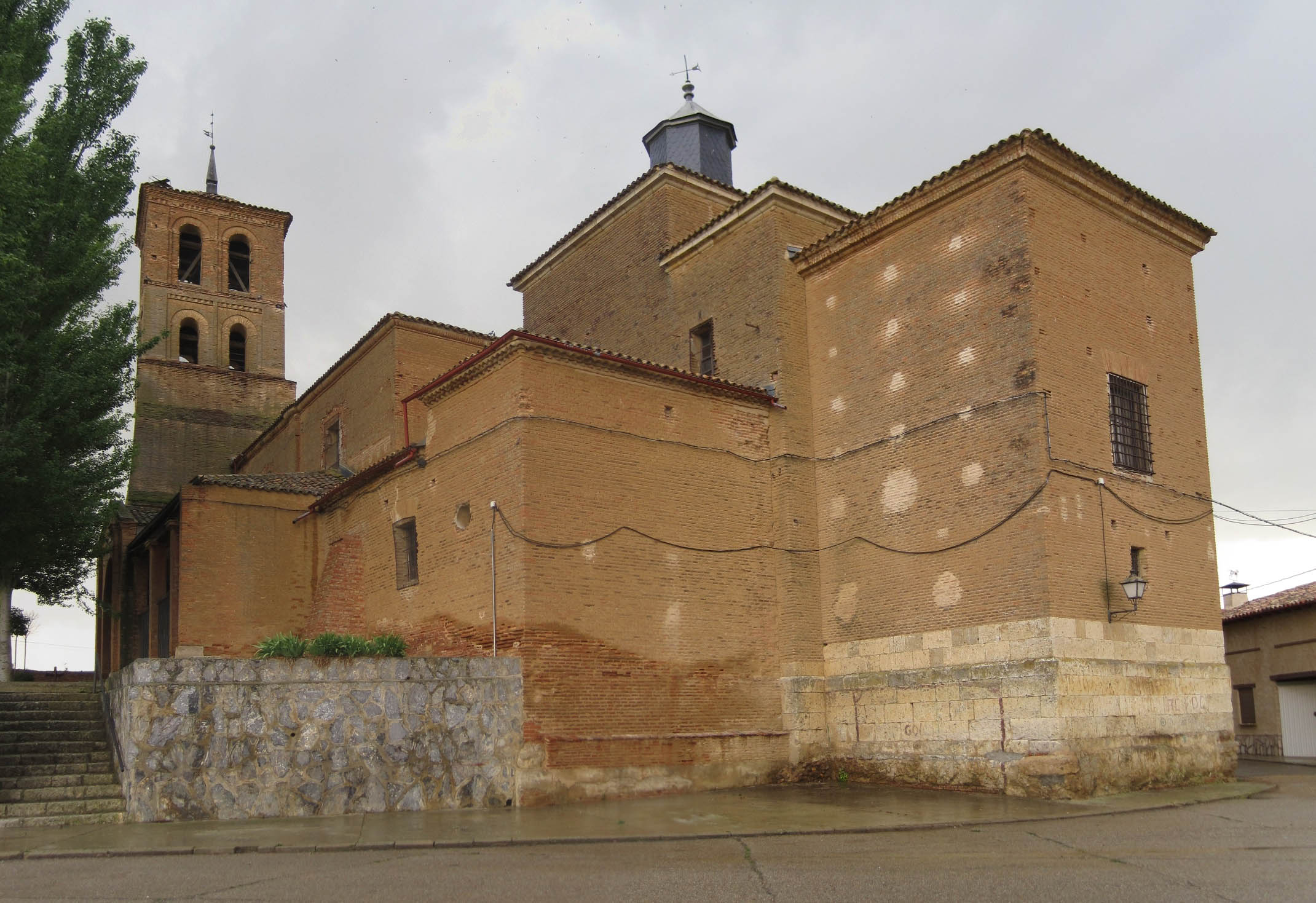
Kerk

Villada is een gemeente in de Spaanse provincie Palencia in de regio Castilië en León met een oppervlakte van 64,87 km². Villada telt 1.008 inwoners (1 januari 2016).